# تهامة محمود معروف
تهامة محمود معروف من مواليد عام 1964، هو طبيب أسنان سورية وناشط حقوقي اعتُقلَ من شباط/فبراير 2010 إلى يونيو 2011 وذلك بسبب مشاركته معَ حزب العمل الشيوعي المحظور في وقتٍ مبكر من عام 1990. اعتبرتهُ منظمة العفو الدولية سجين رأي وطالبت بالإفراج الفوري عنه مؤكدة في الوقت ذاته على أنه قد احتُجز لا لشيء سوى لممارسته السلمية لحقه في حرية التعبير وتكوين الجمعيات.

## الاعتقال والسجن
تعود قضية اعتقال تهامة إلى عام 1993 حينما شاركَ في فعاليات حزب العمل الشيوعي جنبا إلى جنب مع ثمانية ناشطات وناشطين آخرين. تُعدّ هذه الاعتقالات جزء من الحملة القوية التي شنتها السلطات السورية على الحزب والتي تسبّبت في تدميره بشكل فعال.
وجدته الحكومة السورية سيئة السمعة في مجال حقوق الإنسان مذنبا فحكمت عليه حكمًا غيابيًا في الخامس من تشرين الثاني/نوفمبر 1995 حيث اتهمتهُ محكمة أمن الدولة العليا بانتهاك المادة 306 من قانون العقوبات السوري والتي تنصُ بووضوح على أنّ «العضوية في منظمة سرية تهدف إلى تغيير الوضع الاقتصادي والاجتماعي للدولة أمر غير قانوني». ومع ذلك؛ تبقَى الأسباب الحقيقية لاعتقاله غير معروفة. لم تقم السلطات بالقبض عليه إلا حينما شارك في حملة حقوقية في 6 شباط/فبراير 2010 في مدينة حلب. بعد ذلك بثلاثة أيام؛ ظهر محمود أمام المحكمة التي طلبت تحويله إلى سجن عدرا لقضاء العقوبة السجنية المُقدّرة بست سنوات. بدأَ في 18 شباط/فبراير 2011 إضرابًا عن الطعام للمطالبة بنقل امرأة من السجن الذي كان مُحتجزًا فيه وذلك بسبب انتهاكات حقوق تلك السيدة داخل أسوار ذلك السجن.
احتجت منظمة العفو الدولية حول ظروف اعتقاله كما طالبت بإعادة الحُكم والبث في حقه مؤكدة في الوقت ذاته على ضرورة 
الإفراج الفوري عنه ونفس الأمر طالبت به الأكاديمية الوطنية للعلوم كما تضامنَ معهُ مركز دمشق لدراسات حقوق الإنسان،  ثم رايتس ووتش. صدر عفو في حقّه يوم 2 حزيران/يونيو 2011 وذلك كجزء من عفو عام عن المعارضين السياسيين بعد بدء ثورات الربيع العربي.

## الحياة الشخصية
حصل معروف على شهادة البكالوريوس في طب الأسنان من جامعة حلب في عام 1997. تزوَج بكر صدقي وهي الأخرى كاتبة وسجينة سياسية. للثنائي طفلان.